# コバンノキ
コバンノキ（小判の木、学名：Phyllanthus flexuosus (Sieboid et Zucc.) Müll. Arg.）は、コミカンソウ科コミカンソウ属に分類される落葉性低木の1種。丸っこい葉が左右に並んでまるで複葉に見える小枝を出す低木である。雌雄同株。和名は小判の木の意味で、葉の形を小判に見立てたものである。

## 特徴
樹高は1.3-4 m程度になる。前年以前の枝の表面には丸い皮目が生じる。主茎から横に出る小枝は長さ8-21 cmで毛はない。小枝は往々に一カ所から2本ずつ出る。小枝の基部にある鱗片葉は狭い三角形で長さ3.5 mm、幅1.2 mmで毛はなく、先端は細く鋭い形で尖り、縁には不規則な切れ込みがある。小枝に付く通常の葉は互生して小枝1本当たり8-19枚、毛はない。小枝に着く葉は左右に並んでつく。托葉は時に早くに脱落し、離生し、狭楕円形から披針形、卵形、あるいは円形で長さ2-3.5 mm幅、0.4-2 mm縁は滑らかか不規則な切れ込みが入り、黄褐色で先端は尖る場合も丸くなっている場合もある。普通の葉は、葉身は楕円形から卵形で長さは2.6-6 cm、幅は1.4-3.1 cm、縁は滑らかで先端は鈍く尖るか尖っており、基部は鈍角かくさび形になり、葉裏は緑白色になっている。また葉柄があり、長さは1.5-3 mmで毛はない。

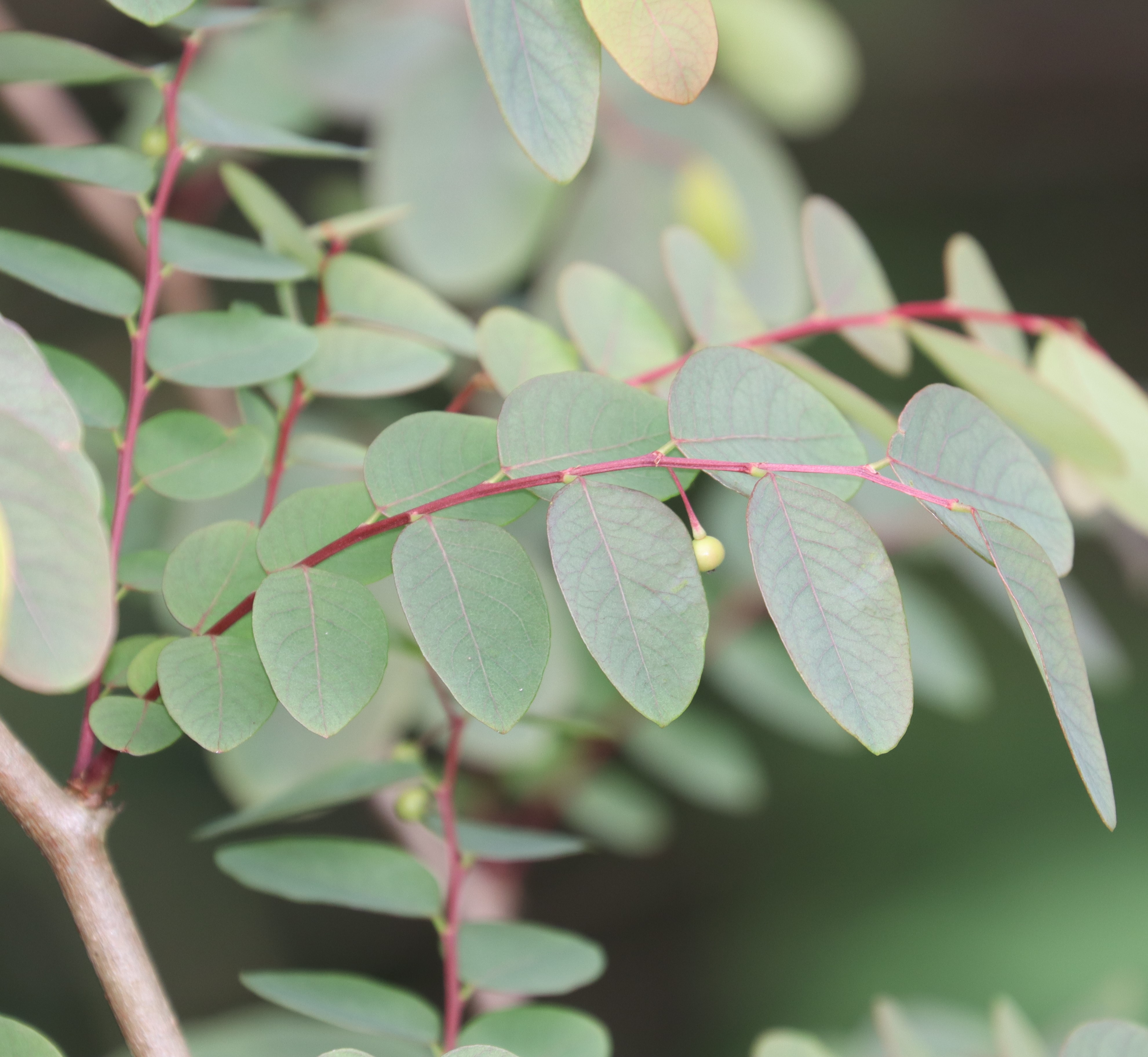
小枝に小判の形の葉が互生する
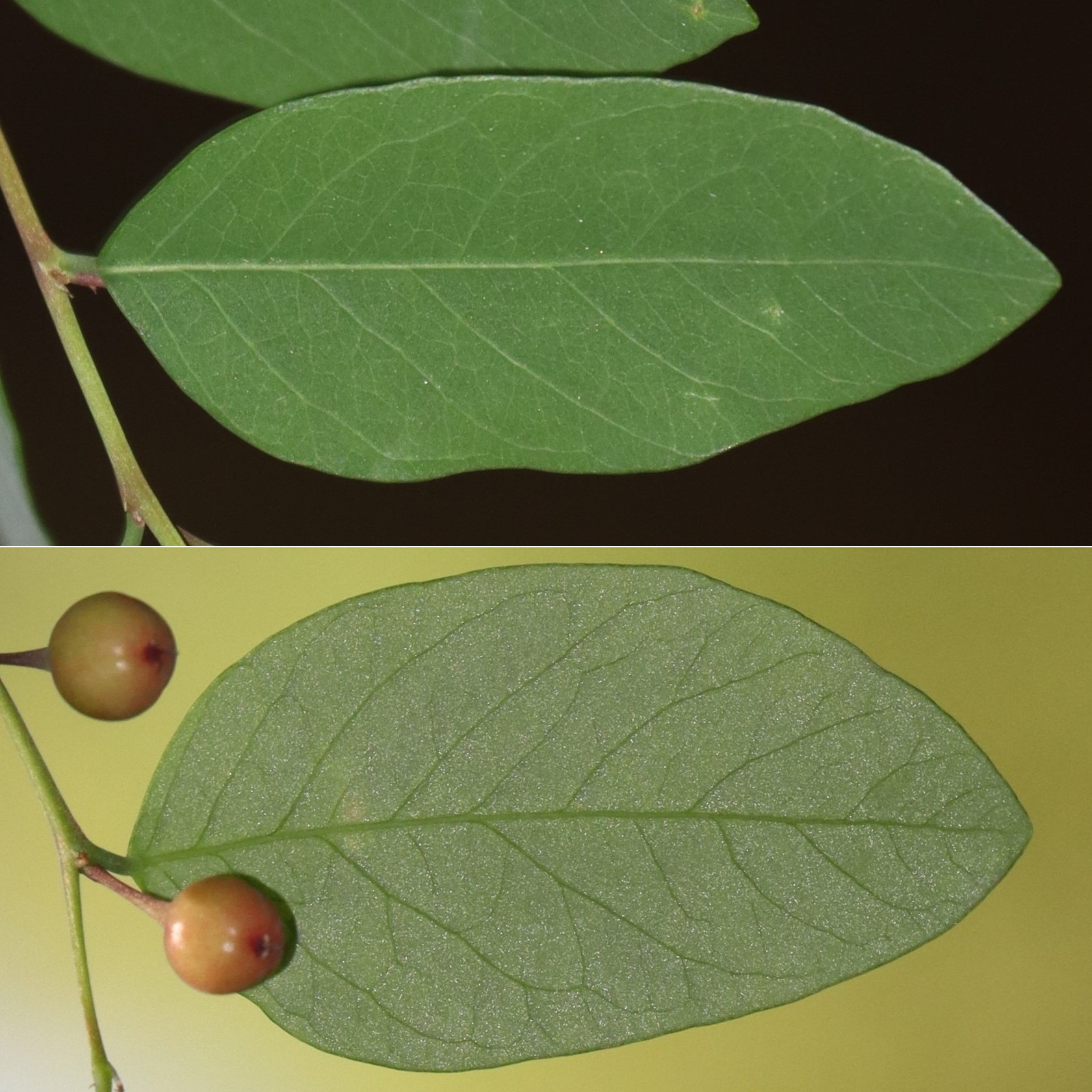
葉に短い葉柄がある、上：表面、下：裏面（緑白色）

雌雄異花。花序は小集散花序の形を取り、普通葉の葉腋に生じる。雄花は1つの花序に0-6個ある。花柄は長さ2.5-5 mm。萼片は4枚で、円形から横長の楕円形をしており、長さ1-2 mm、幅1-1.8 mm、暗赤色をしており、縁は滑らかで毛はなく、先端は丸くなっている。花盤は2つで、大きな腺状をしている。雄しべは2個だが希に3個あり、花糸は互いに離れており、長さは0.7-1 mm、葯は縦に裂ける。雌花は花序当たり0-1個で、花柄の長さは3-4 mm、先端に向けて太くなっている。萼片は4ないし5枚、大きさは不等で楕円形または卵形をしており、長さ1-2.5 mm、幅0.8-1.5 mm、淡緑色をしており、縁は滑らかで毛はなく、先端は丸くなっているか鈍く尖っている。また萼は早くに脱落する。子房は3室で、卵形をしており、径は0.8 mm、長さは1.2 mm。花柱は3本で長さ1-1.5 mm、先端は裂けることなく反り返る。花盤は環状。花期は4月-5月。
果実は球形で径5-6 mm、毛はなく熟すると黒くなる。果実の柄は長さ7-14 mm、先端に向けて太くなる。

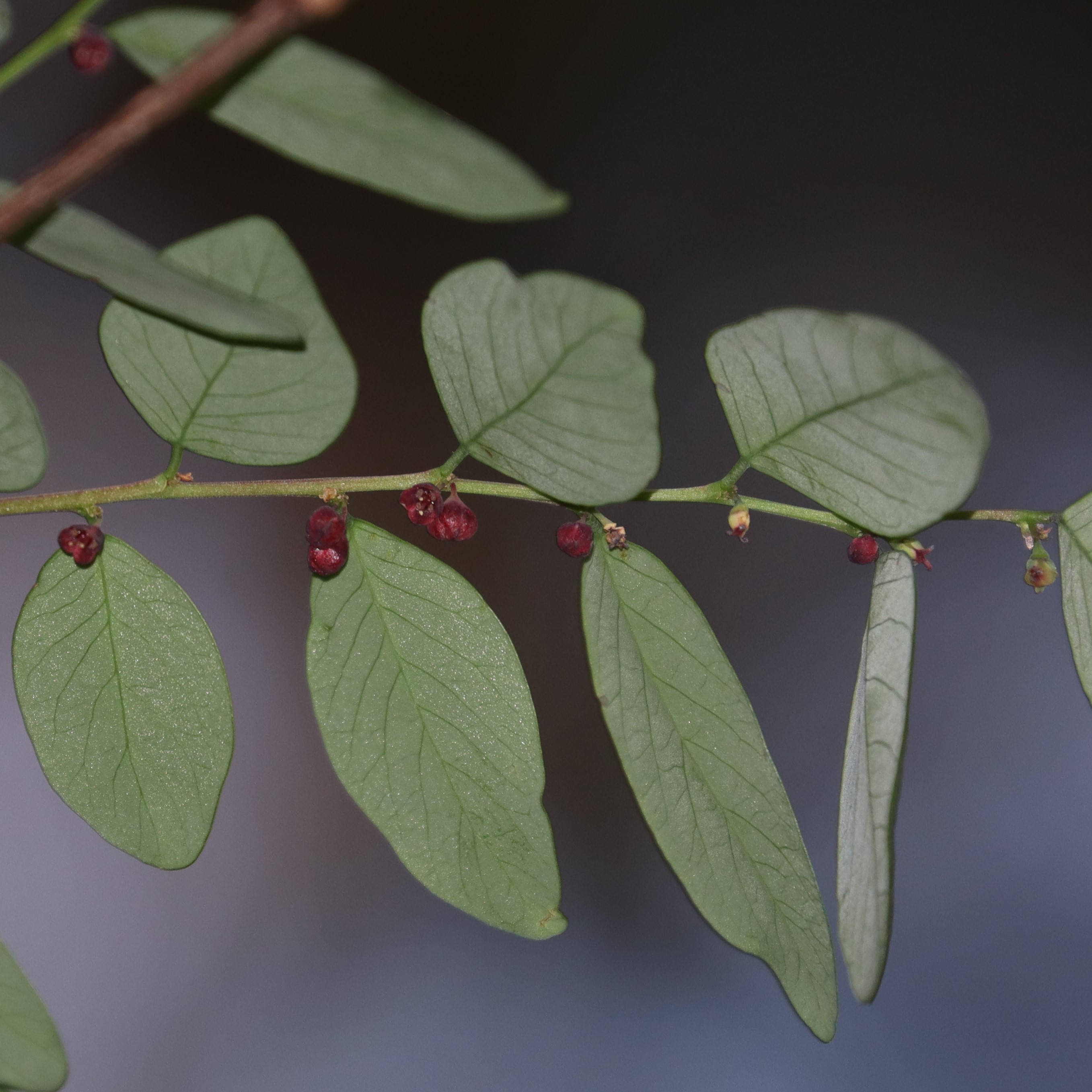
花序は小集散花序
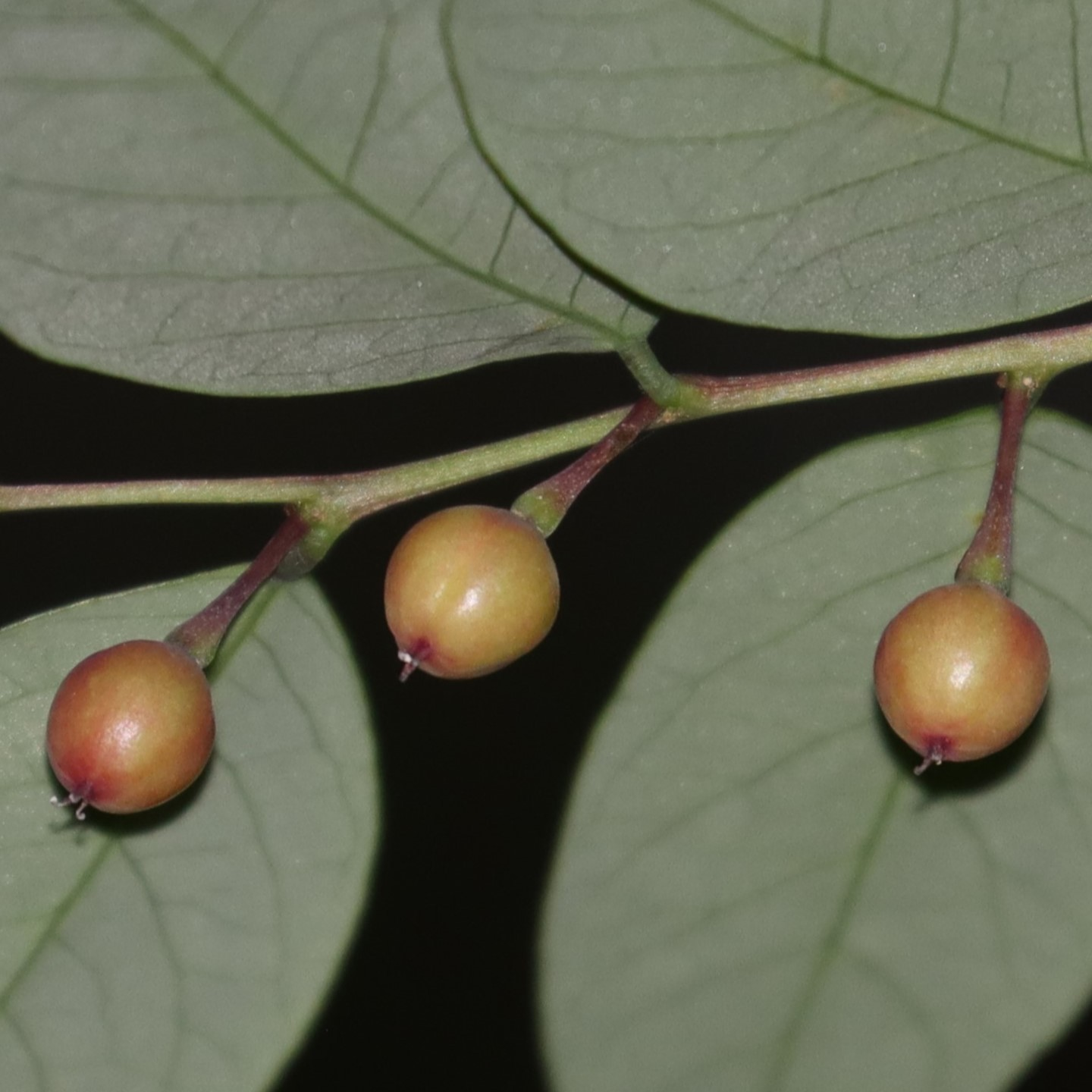
果実は球形

用途は杖、薪炭。

## 分布と生育環境

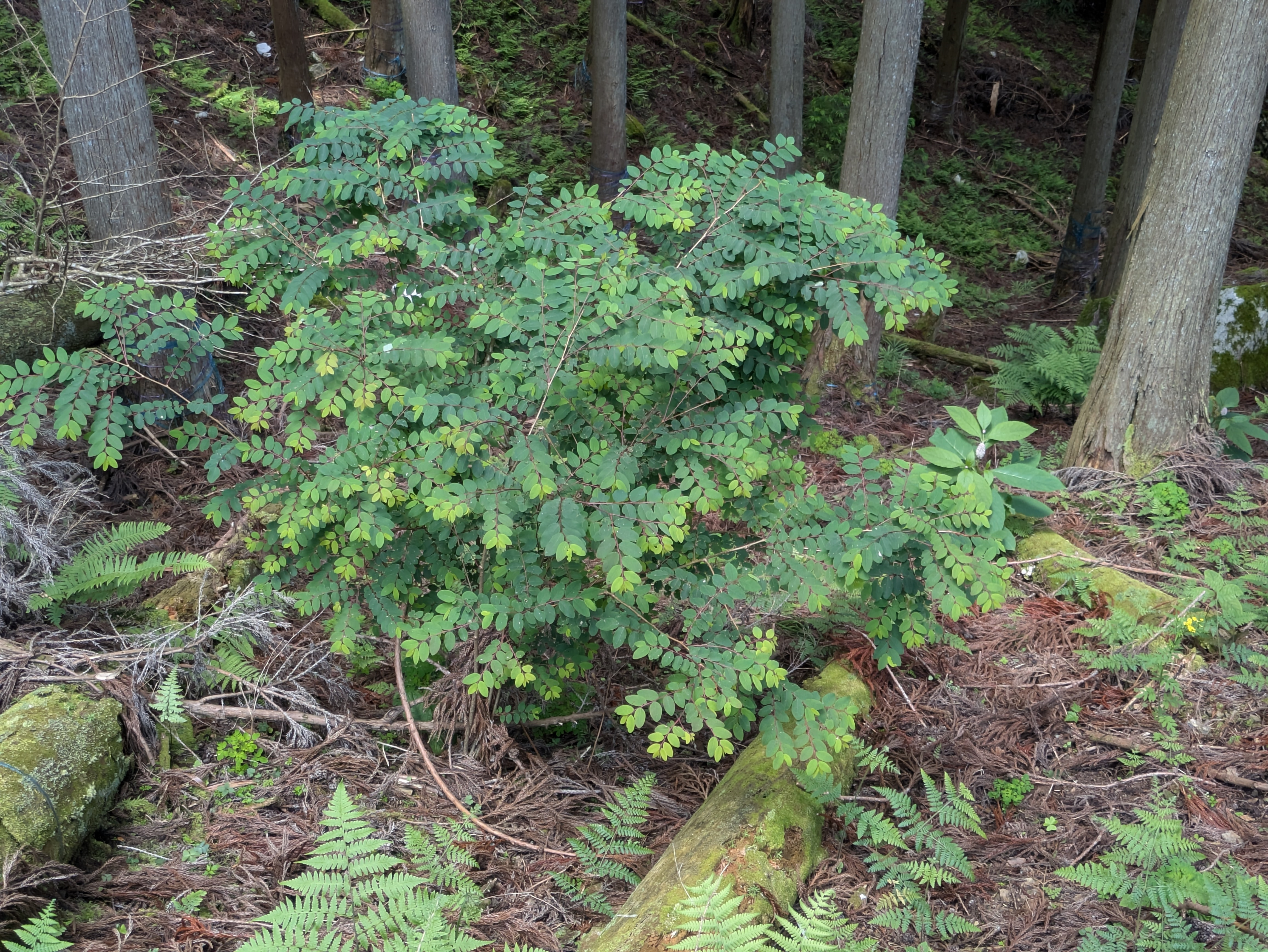
山地の杉林の林床に生育するコバンノキ

日本の固有種で、本州の岐阜県、福井県以西、四国、九州に分布する。かつては琉球や国外の分布も記されていたこともあるが、琉球列島の確実な記録はなく、また国外のものは別種とされたようである。
暖地の山地に生育し、山林の川の縁などに生える。二次林や杉林の林床、林縁や低木林に見られる普通種である。

## 分類、類似種など
本種の属するコミカンソウ属は世界に1200種以上あり、国内でも20種がある。ただしこの属は近年の分子系統による情報などから従来は別属とされていたカンコノキ属 'Glochidion やオオシマコバンノキ属 Breynia などを統合して大きくなったものであり、その中で本種はそれ以前からこの属に含められていたものである。この群に特徴的な、コミカンソウに見られる一見では葉のつかない主軸から横に伸びる小枝がまるで羽状複葉の葉のような形になる、いわゆるコミカンソウ型分枝を本種もはっきりと見せる。ごく似たものとしては日本ではドナンコバンノキ P. ol igospermus が琉球列島の与那国島にのみ生育する。もう1つ、シマコバンノキ P. reticulatus が琉球列島から知られるが、これは栽培植物か、そこからの逸出であるとみられる。いずれも花の細部の構造などに違いがある。
オオシマコバンノキ P. vitis-idaea は以前にはオオシマコバンノキ属（タカサゴコバンノキ属）に分けられて Breynia officinalis などとしていたものだが、この群は果実が液果で熟しても割れない上に、宿在する萼が肥大してこれを包み込むようになる、という点で別の群(佐竹他編(1989)では亜科の段階でわけ、この属はマルヤマカンコノキ亜科Subfam. Bridelioideae に、コミカンソウ属はコミカンソウ亜科 Subfam. Phyllanthoideae にされていた。現在では同属で、もちろんこのような分類をされていたくらいで違いは明確だが分枝はコミカンソウ型分枝であるし、葉の形も似ている。この種は琉球列島で普通に見られる。
更に現在でも別属のもので似ているのが同科のヒトツバハギ属 Flueggea のヒトツバハギ F. suffruticosa がある。やはり樹高が3m程度の落葉性の低木で、楕円形の葉を枝に並べ、その葉腋に小さな花序を纏めてつける姿はよく似ている。北村、村田(1994)は本種では小枝が2本ずつでること、葉の基部が丸いこと（ヒトツバハギでは葉身の基部はくさび形で葉柄に流れる）で区別するとしている。なお、この種はコミカンソウ型分枝ではないので、その点でも区別できる。この種は関東以西の本州から九州に分布し、琉球列島にはこれにごくよく似たアマミヒトツバハギ F. trigonoclada がある。